# Europeisk dvärgpalm
Europeisk dvärgpalm (Chamaerops humilis) är den enda palmen i släktet Chamaerops och kommer ursprungligen från västra Medelhavsområdet fram till västra Italien. Arten växer i låglandet och i bergstrakter upp till 2300 meter över havet. Den introducerades i Egypten.
Den har styva solfjädersformade blad från färgerna gröngul till silverblå (Chamaerops humilis 'Cerifera'). Stammen är hårig, som hos Trachycarpus fortunei. I naturen blir den cirka en meter hög, men i odling kan den utveckla flera meter höga stammar. Man ser den oftast som prydnadsväxt vid Medelhavet, men även i Tyskland, Frankrike och Storbritannien kan den ses i trädgårdar och parker. Den är tålig mot torka, men den trivs i väl dränerad jord, som gärna kan ha inslag av kalk och mineraler.
Växten vill ha jämn fuktighet och näring under sommaren. Rötterna klarar inte frost. Äldre exemplar kan skyddas med ett täcke över rötterna. Yngre individer flyttas vanligen i kruka innomhus, till exempel till ett uterum. Europeisk dvärgpalm utvecklas bäst vid en ljus plats i byggnader.
Bladfibrer från palmen har förr använts som stoppning i möbler under beteckningen krollsplint.
Enskilda exemplar kan leva 100 år.
Under historien brukades palmen som medicinalväxt. Exemplar fälldes även för den ätliga palmhjärtan och bladen används ibland för att väva föremål som korgar. Larver av palmfjärilen kan i Europa skada flera exemplar. Hela populationens minskar men den är fortfarande stor. IUCN listar arten som livskraftig (LC).